# Count Duckula 2
Count Duckula 2 is een computerspel dat werd uitgegeven door Alternative Software. Het spel werd uitgebracht in 1989 uitgebracht voor verschillende homecomputers. Het spel is gebaseerd op het stripverhaal. In het spel gaat de graaf naar planeet Cute en moet terug zien te komen naar Transsylvanië. Hij heeft een ketchuppistool met een gelimiteerde munitie. De speler moet vanaf de linkerkant van het spel naar de rechterkant komen.

## Platforms
- Amiga (1992)
- Amstrad CPC (1992)
- Atari ST (1992)
- Commodore 64 (1992)
- ZX Spectrum (1992)